# Glinki (powiat otwocki)
Glinki – wieś sołecka w Polsce, położona w województwie mazowieckim, w powiecie otwockim, w gminie Karczew, na terenie mikroregionu etnograficznego Urzecze.
Według Narodowego Spisu Powszechnego Ludności i Mieszkań z 2021 roku liczba ludności we wsi Glinki to 640 z czego 52,3% mieszkańców stanowią kobiety, a 47,7% ludności to mężczyźni.
| SIMC    | Nazwa          | Rodzaj    |
| ------- | -------------- | --------- |
| 0003458 | Julianów       | część wsi |
| 0003464 | Kępa Gliniecka | część wsi |
| 0003470 | Kępa Pijarska  | część wsi |
| 0003487 | Pijary         | część wsi |

W latach 1975–1998 wieś należała administracyjnie do województwa warszawskiego.
Wieś szlachecka położona była w drugiej połowie XVI wieku w powiecie czerskim ziemi czerskiej województwa mazowieckiego. 
W roku 1827 we wsi było 13 domów i 138 mieszkańców. Około roku 1880 wieś miała 24 osady włościańskie na pow. 223 mórg. Natomiast w skład Dóbr Glinki wchodził folwark Glinki, Kępa Gliniecka i Kępa Pijarska - pow. 727 mórg. Wieś leżała w powiecie nowomińskim, w gminie Otwock i należała do parafii w Ostrówku.
We wsi znajdują się duże uprawy pomidorów oraz jabłoni.
Na terenie wsi w międzywalu Wisły znajduje się część rezerwatu przyrody Łachy Brzeskie.

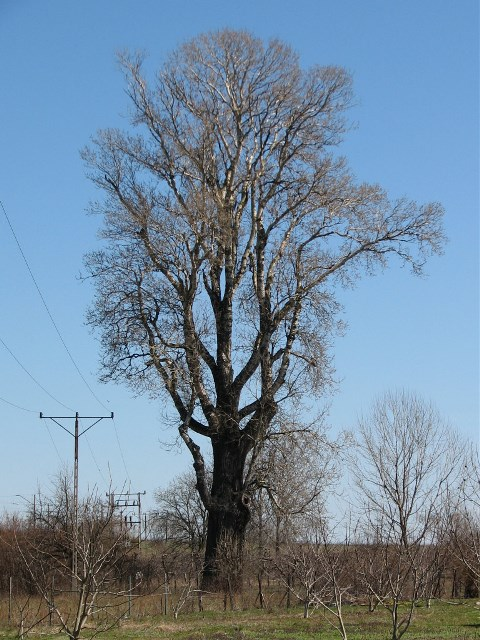
Pomnikowa topola biała "Maryna"

W Glinkach, w pobliżu nasypu kolejowego, znajduje się potężne drzewo - topola biała zwana Maryną. Posiada status pomnika przyrody od 1977 r. Ma obwód 878 cm i wysokość 38 m (w 2020 roku). Jest jedną z najokazalszych polskich topól.